# Alice Liddellová (fotografie)
Pod názvem Alice Liddellová (anglicky Alice Liddell) se fotografie objevuje v katalogu Princetonské univerzitní knihovny, kde je uložena ; někdy se kvůli zdůraznění zvláštnosti obrazu na fotografii označuje jako „Alice Liddell and the Fern Alice Liddell and fern, v některých edicích jsou publikovány různé verze této fotografie pod jmény: Alice P. Liddell (fern), Alice Liddell, Alice P. Liddell with fern, Alice Liddell Seated Beside a Potted Fern. Je to inscenovaná fotografie z roku 1860 anglického spisovatele a fotografa Lewise Carrolla (Charles Lutwidge Dodgson), která zobrazuje Alici Pleasant Liddellovou (1852–1934). Spisovatel vložil fragment této fotografie na poslední stránku rukopisu své knihy „Alice's Adventures Under the Ground“ (původní verze „Alice in Wonderland“, věnovaná Alici Liddellové v roce 1864).

## Původ a osud fotografie
V letech 1856 až 1880 vytvořil Lewis Carroll asi 3000 fotografií, z nichž téměř polovinu tvořily děti, většinou dívky, 20 z nich byly fotografie Alice Liddellové. Alice byla dcerou klasického filologa Henryho Liddella, děkana jedné z vysokých škol v Oxfordu, spoluautora řeckého slovníku «Лидделл-Скотт» (Anglicky) a jeho manželka byla Loreena Hannah Liddellová (rozená Reeve). Carrollovi nebylo v kolektivu dospělých příjemně. Věděl však, jak vstoupit do důvěryhodného vztahu s dětmi. Carrollovy fotografie ukazují vnitřní život dětí a vážnost, s jakou se dívaly na svět. Pro Carrolla byla Alice, jak sám řekl, „dokonalým dítětem a přítelkyní“. Carroll pořídil tuto fotografii čtyři roky po svém prvním setkání v zahradě katedrály Christ Church Cathedral, Oxford, když Alici byly jen čtyři roky.
Fotografie byla pořízena v červenci 1860. Tónovaná fotografie byla zahrnuta do Carrollova osobního alba č. 2 na straně 53. Její identifikační číslo je Z-PH-LCA-II.53. Další černobílý pozitiv fotografie, byl součástí Carrollova osobního alba č. 3. Fotografie byla umístěna na straně 70. Její oficiální identifikátor je Z-PH-LCA-III.70. Oba tyto pozitivy jsou v současné době uchovávány v knihovně Priston University Library. Inventární číslo v katalogu Carrollových fotografií Carroll Image je 613. Později, pravděpodobně v roce 1870, Carroll vytvořil koláž tří fotografií sester Liddellových pořízených v různých dobách – Loriny (Ina), Alice a Edith (Lorinina fotografie v roce 1858 a další dvě, zachycující mladší sestry, v roce 1860). Tato koláž je v současné době ve sbírce National Portrait Gallery v Londýně. Velikost koláže je 100 × 76 milimetrů. Inventární číslo NPG P991 (10). Svého času byla koláž prodána v Sotheby's za 21 200 liber šterlinků.

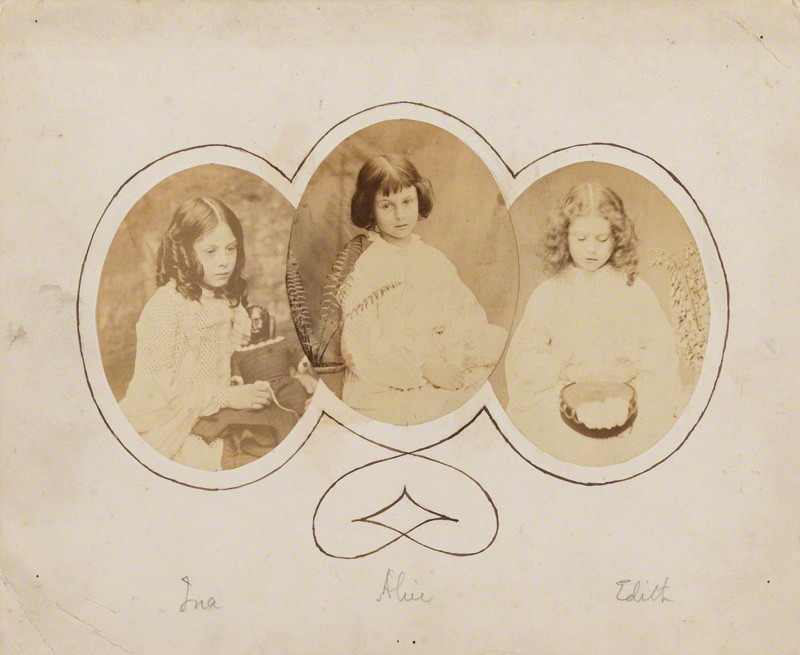
Lewis Carroll: Triptych, 1858–1860, 1870 (?)

Velikost pozitivů fotografie Alice Liddellové se liší: od 95 do 54 (velikost fotografie v Národní galerii portrétů, kde je uveden pouze obrázek poprsí) až po formát carte-de-visite 102 × 63 milimetry. V současné době existuje osm známých pozitivů této fotografie, z nichž dvě jsou ručně kolorované.
Tato fotografie podle historiků umění patřila k Dodgsonovým oblíbeným a její černobílá verze byla zahrnuta do fotografického alba Alice Liddellové. Na konci rukopisu Alice's Adventures Underground nakreslil Dodgson inkoustovou kresbu Alice jako závěr textu knihy. Spisovatel však podle literárních historiků nebyl s touto kresbou spokojen, a tak vzal jednu z fotografií, ořízl ji do tvaru oválu, aby zobrazovala pouze dívčí hlavu a ramena, a fotografii nalepil na svou kresbu. Když byl rukopis publikován ve faksimilovém vydání nakladatelstvím Macmillan Publishers v roce 1886, byla fotografie vynechána, což vyžadovalo, aby spisovatel přepsal poslední řádek v knize – Dodgson přidal The End na kousek papíru, který byl připevněn nad portrét rukopisu, na místě, které předtím skrylo fotografii. Existovaly různé názory na důvody, proč spisovatel odmítl fotografii zveřejnit. Podle jedné verze byla čtenářské veřejnosti Alice do roku 1886 dobře známa prostřednictvím ilustrací britského umělce Johna Tenniela, jejímž prototypem se mohla stát Mary Hilton Badcock. Carroll poslal její fotografii, kterou pořídil sám, umělci, ale zda použil fotografii k vytvoření obrazu Alice Tenniel, je kontroverzní záležitost. Všichni historici umění souhlasí s tím, že Mary Hilton Badcock a Tennielina postava nemají Mary Hilton Badcock podobnost s Alicí Liddellovou. Spekuluje se, že Dodgson mohl tušit, že rukopis Alice's Adventures Underground byl ze své podstaty hluboce osobní, inspirovaný jeho „ideální dětskou přítelkyní“, takže se mohl rozhodnout, že v publikaci pro široké publikum pro fotografii není místo. Na druhé straně je známý Carrollův dopis Alici, ve kterém žádá o odsouhlasení zkopírované faksimile rukopisu. Soudě podle textu dopisu od Alicina otce, souhlasila za tvrdých podmínek. Nejdůležitější bylo odstranit její obrázek z poslední stránky. V reakci na to Carroll napsal, že je také proti reprodukci fotografie v publikaci.
Kolorovaný pozitiv fotografie v aukci Sotheby 's 14. prosince 2016 byl odhadnut na 120 000 – 180 000 dolarů, původ fotografie je označen jako Sotheby's LDN, 2001 «Alice» sale, lot 6.

## Syžet fotografie a její interpretace
Na fotografii Alice Liddellová sedí přímo na stole vedle kapradiny rostoucí v květináči. V řeči květin, velmi běžné ve viktoriánské době, kapradina znamenala upřímnost, šarm a kouzlo. Umělecký kritik Robert Douglas-Fairhurst konstatuje, že Carroll si možná stanovil konkrétní technické výzvy:
- fotografie zelené barvy (kapradiny) byla tehdy považována za kámen úrazu;
- v podmínkách dlouhé expozice bylo nesmírně obtížné zachytit jemný úsměv na rtech dívky, což se Carroll pokusil udělat.

Podle odborníka na Carrollovu tvorbu se možná v sousedství dívky s kapradinou objevuje komická narážka na myšlenku rozšířenou mezi učiteli viktoriánské éry, že děti mají mnoho podobností s rostlinami – přirozenými, krásnými i divokými z pohledu to bude vyžadovat spoustu času a úsilí „domestikovat“ a „civilizovat“ (vzdělávat a trénovat je správným směrem) tyto rostliny.
Robert Douglas-Fairhurst poznamenává, že v závěrečné Carrollově kresbě knihy, kterou tato fotografie později nahradila, má Alice Liddell hustší vlasy a trochu šilhá. Kolem oříznuté verze portrétu v ručně psané verzi knihy jsou dvě ozdobné kudrlinky, připomínající osmičku. Právě v tomto věku byla Alice, když Carroll pořídil fotografii, ale je to také matematický znak nekonečna. Podle uměleckého kritika to byl nenápadný způsob, jak naznačit, že věk fiktivní postavy nesouvisel s věkem; Bez ohledu na to, jak stará Alice Liddell je nyní, fiktivní Alice mohla v tomto věku zůstat navždy.
Název fotografie je předmětem diskuse mezi historiky umění. Existuje dlouhý článek Cindy Beckerové věnovaný pouze názvu této fotografie.

## Galerie

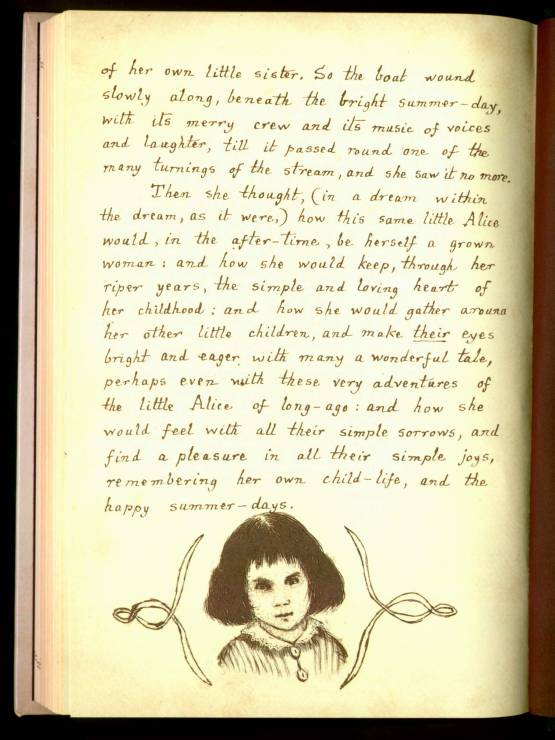
Lewis Carroll: Poslední stránka rukopisu „Alice's Adventures Underground“ (původní verze)
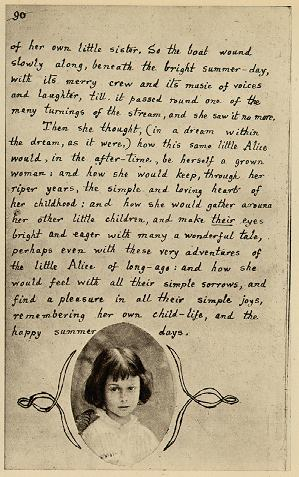
Lewis Carroll: Poslední stránka rukopisu „Alice's Adventures Underground“
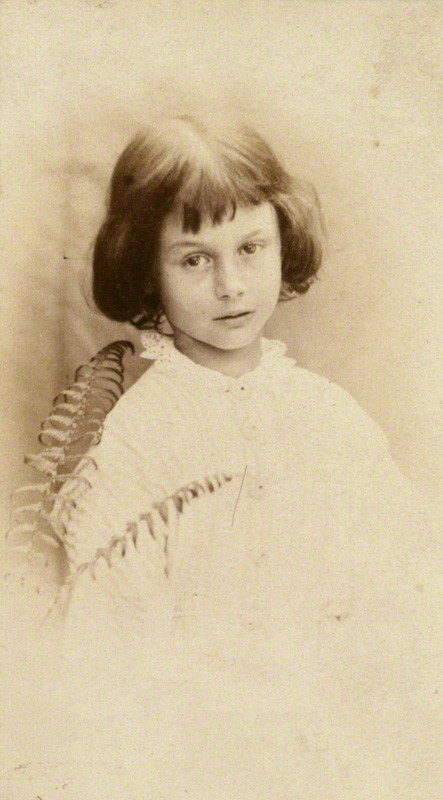
Lewis Carroll: Alice Liddellová, 1860, National Portrait Gallery, verze fotografie, 2002 NPG P991 (8)
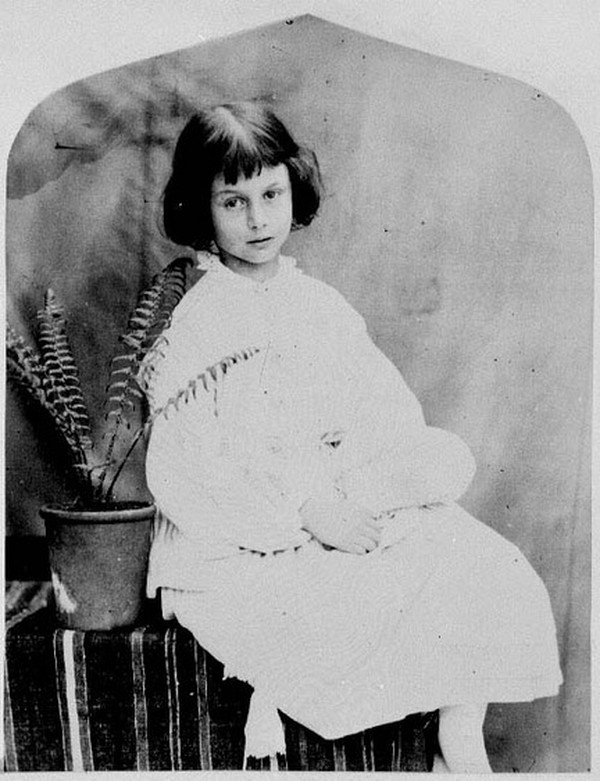
Lewis Carroll: Alice Liddellová, 1860 (Z-PH-LCA-III.70)
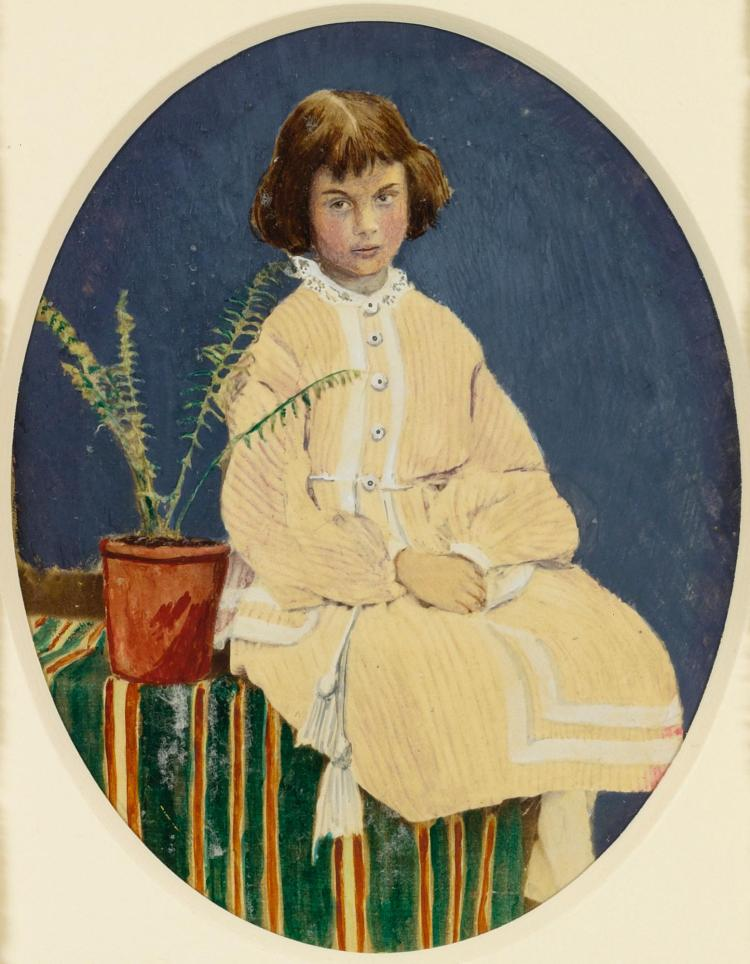
Lewis Carroll: Alice Liddellová, 1860 (kolorovaná verze, Sothebys LDN, 2001, lot 6)